# Església de Santa Gaianè
L'església del monestir de Santa Gaianè està situada a la ciutat d'Etxmiadzín (Armènia), al sud de la catedral i prop d'aquesta. L'església es va aixecar sobre la tomba de santa Gaianè i forma part d'un complex monàstic.

## Història

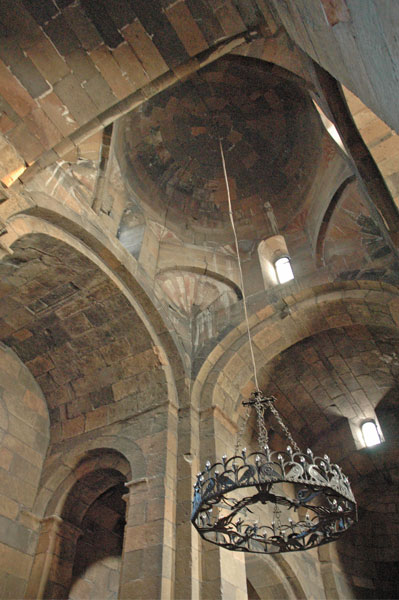
Interior de l'església

Arran d'una de les persecucions de Dioclecià, els cristians que habitaven l'Anatòlia oriental (Capadòcia, Osroene…), evangelitzada des de molt abans, van refugiar-se a l'Armènia actual, però el rei Trdat o Tiridates III d'Armènia, aliat de Roma, també els va perseguir en aquest lloc, fins que aquest mateix rei es va convertir al cristianisme gràcies a sant Gregori l'Il·luminador (298-325), segons una llegenda elaborada molt més tard. Aquesta llegenda fixa la data de la conversió al 301. En aquella persecució foren martiritzades diverses verges cristianes, com ara Gaianè i Hripsimè, entre d'altres.
Segons la narració de la Vida de sant Gregori les verges foren martiritzades a Vagarxapat, la capital (des del 1945 coneguda com a Etxmiadzín). Aquí sant Gregori va tenir una aparició miraculosa que li va revelar el lloc d'enterrament de Gaianè i Hripsimè, i va fundar els seus martyriums.

## L'església

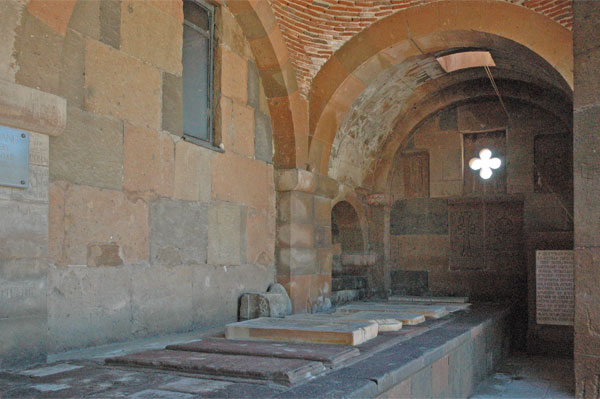
L'atri

Es tracta d'un edifici exteriorment de planta rectangular. Interiorment està dividida en tres naus separades per pilars (dos a cada costat) que alhora suporten una cúpula semiesfèrica sobre un tambor de vuit costats i coberta piramidal. Al fons de la nau central hi ha un absis, flanquejat per dues capelles annexes, una a cada nau lateral.
L'església fou fundada pel catolicós Esdras el 630, però un mil·lenni després, el 1652, es va reconstruir. El 1683 s'hi va afegir un atri, destinat a lloc de sepultura per a personatges de l'Església armènia. Aquest porxo està dividit en tres sectors, reflex de les naus interiors. En els extrems té uns cossos que sobresurten en relació amb els murs laterals de la mateixa església i que estan rematats per petits campanars.

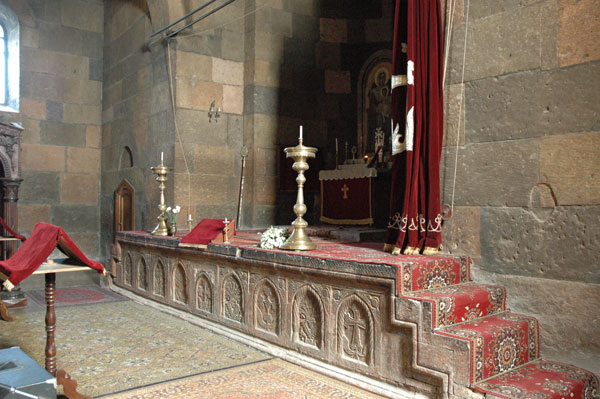
El presbiteri
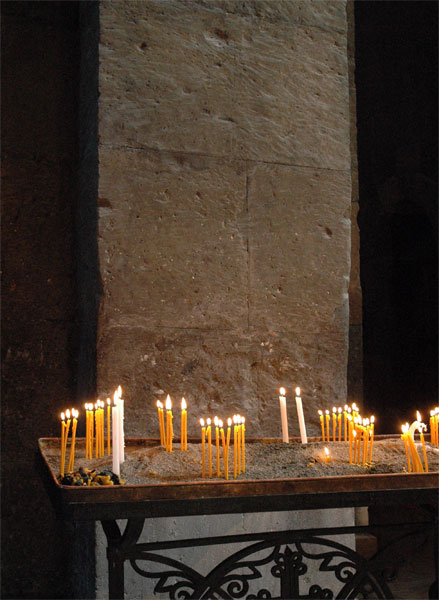
Columna
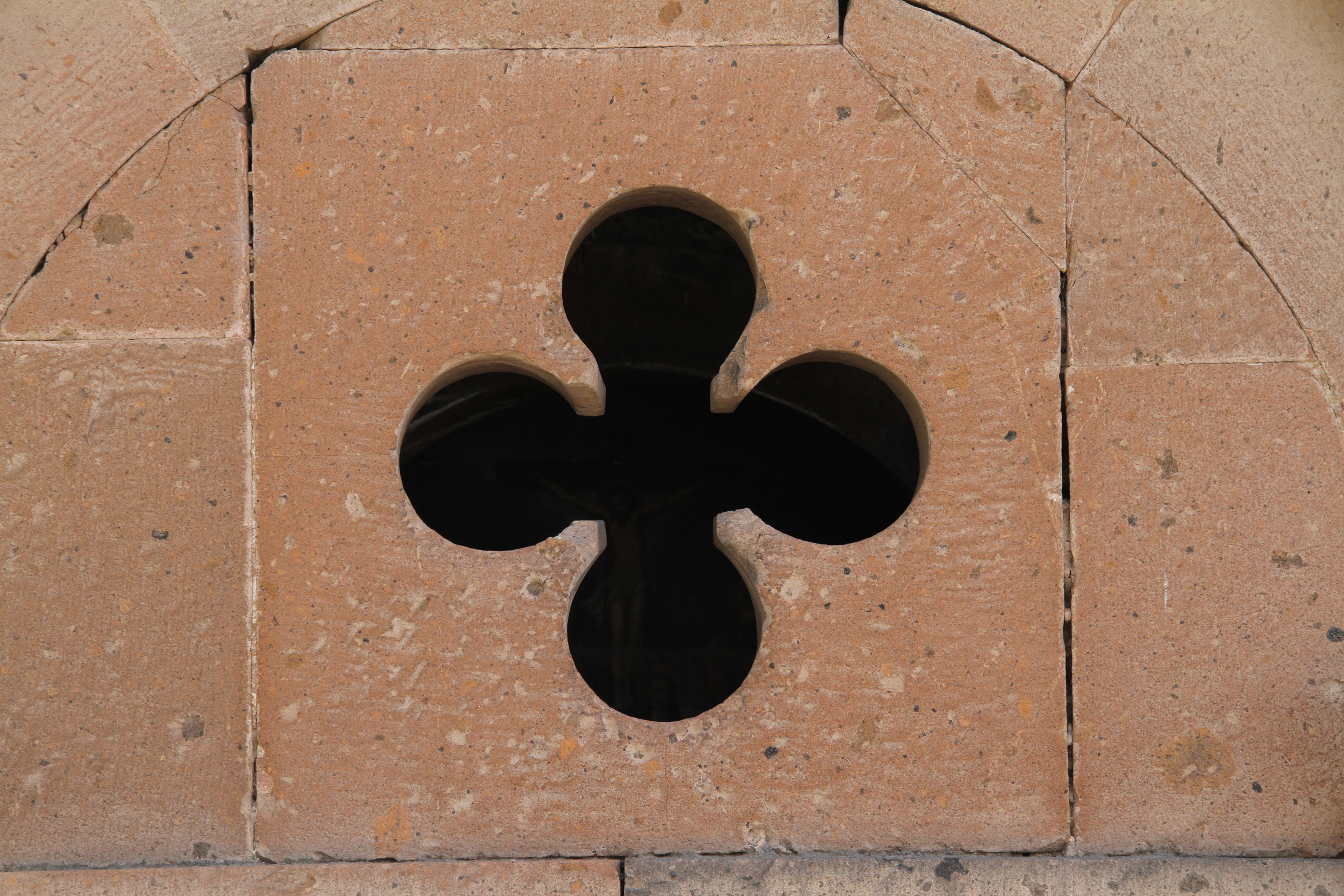
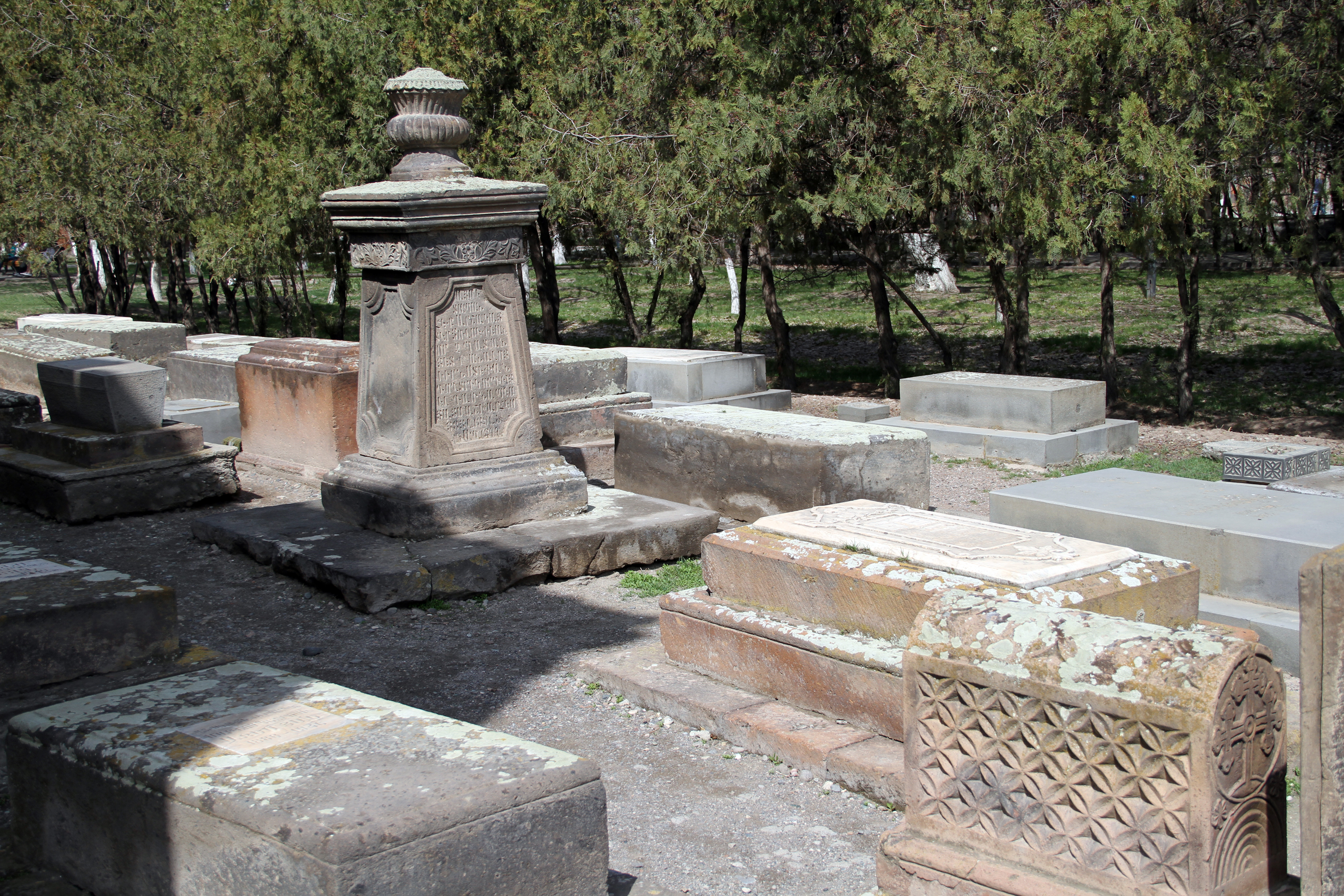
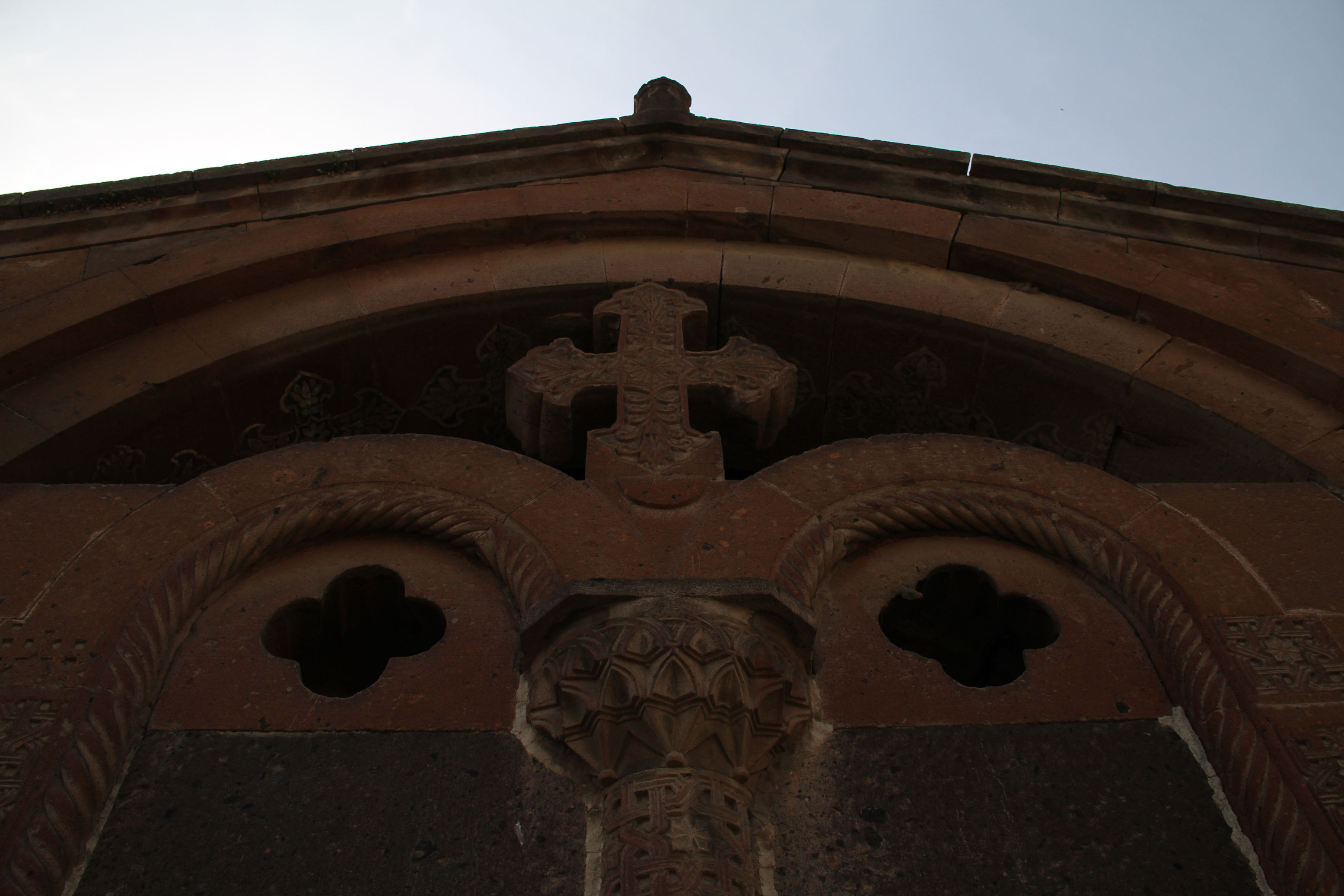
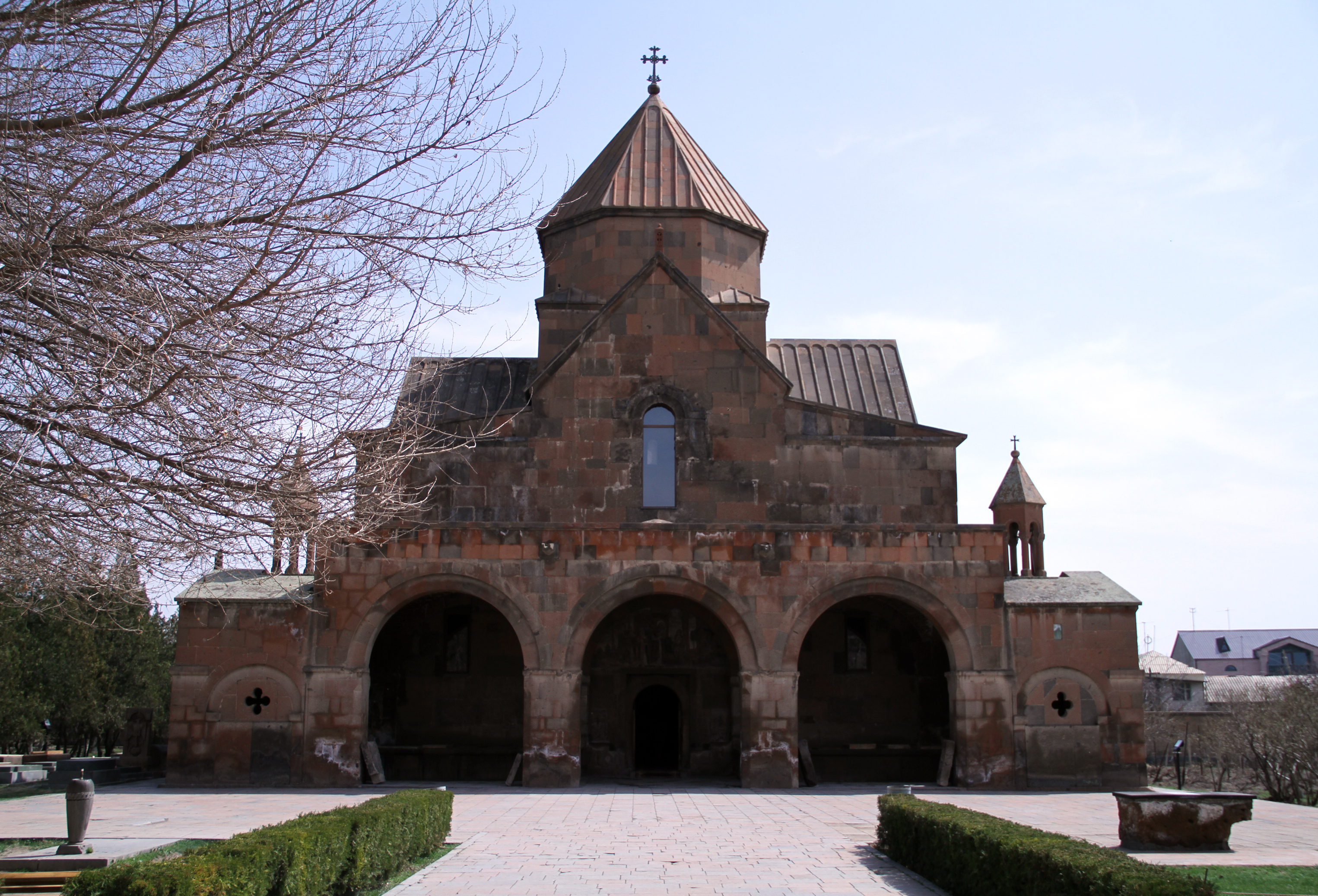
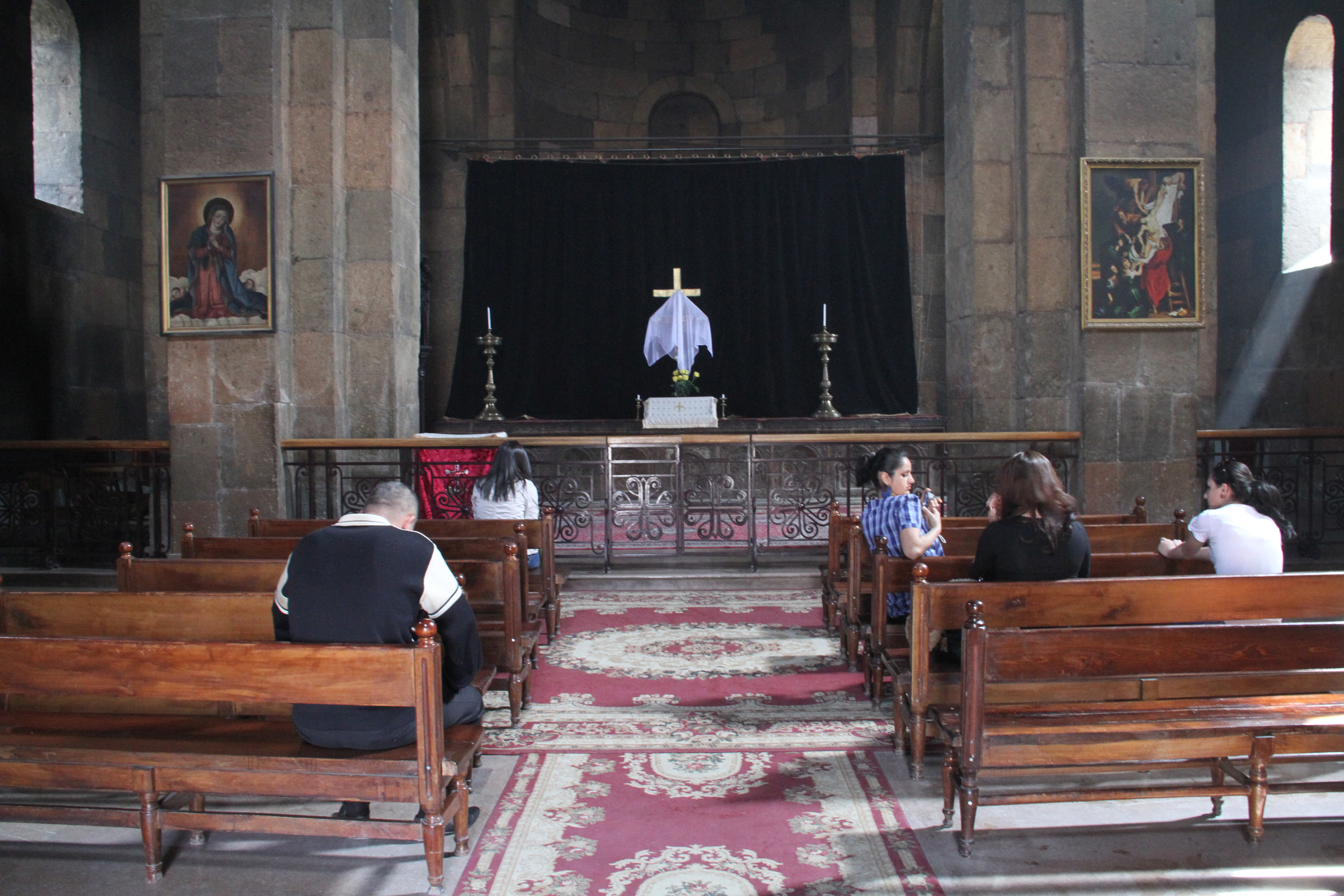
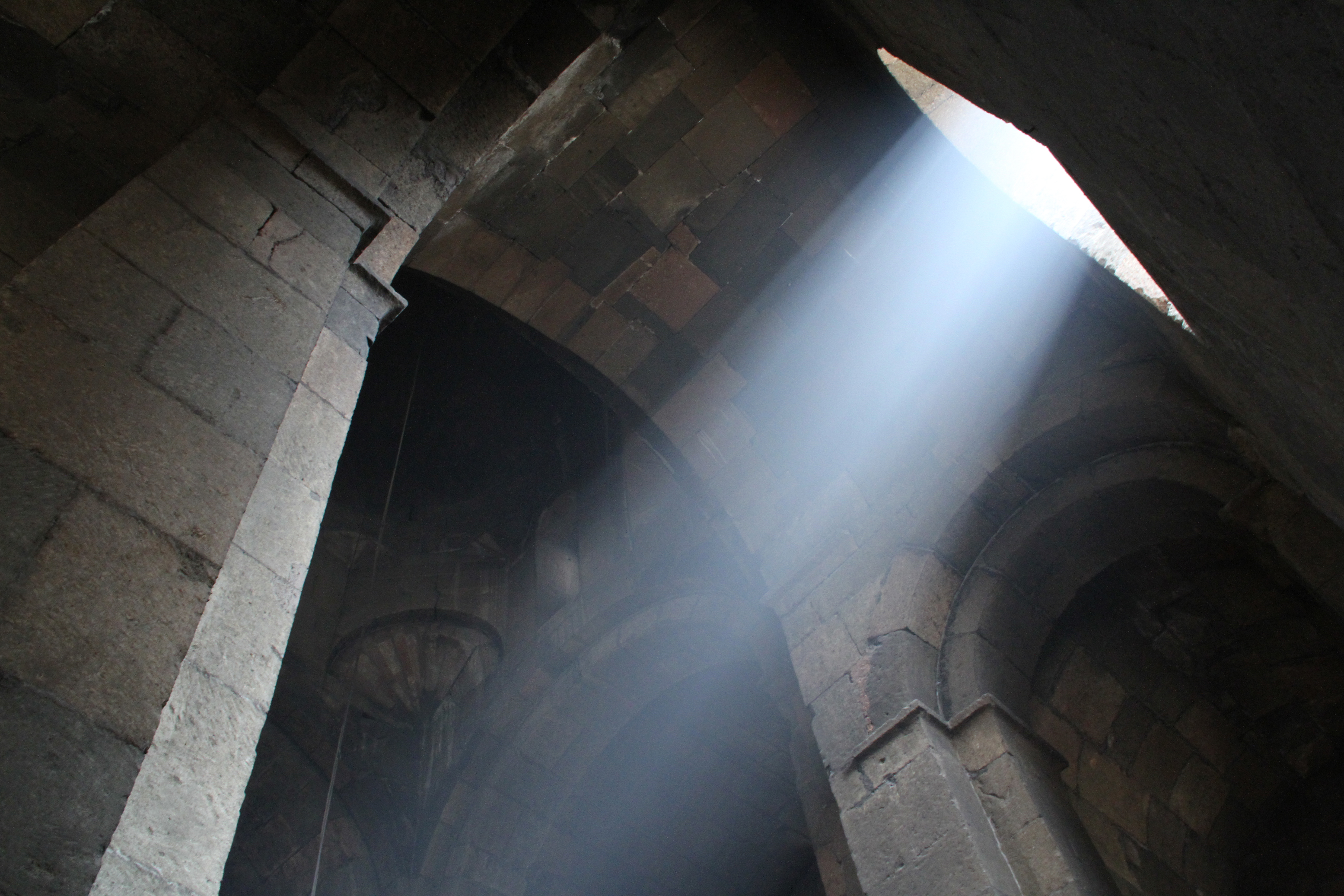
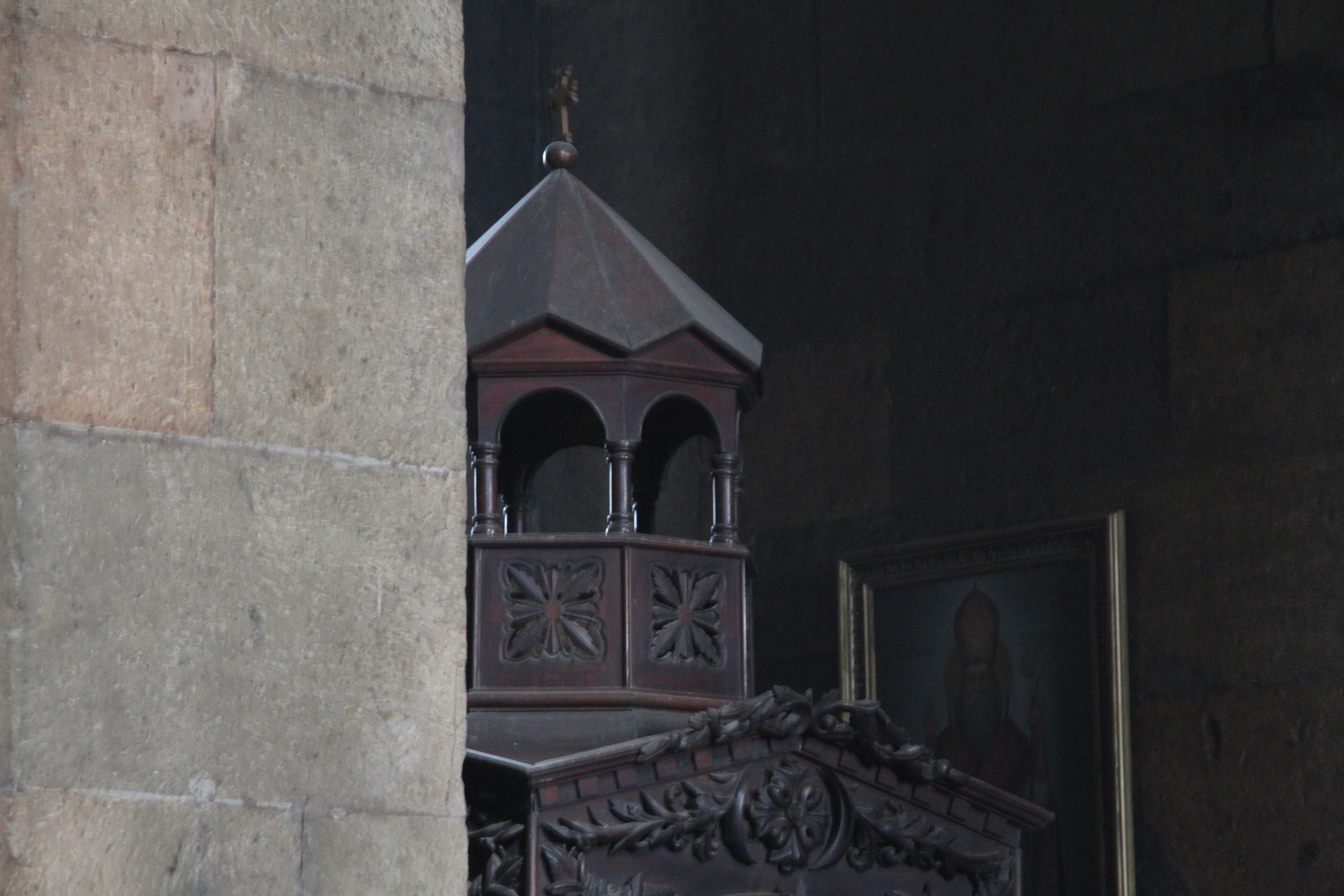
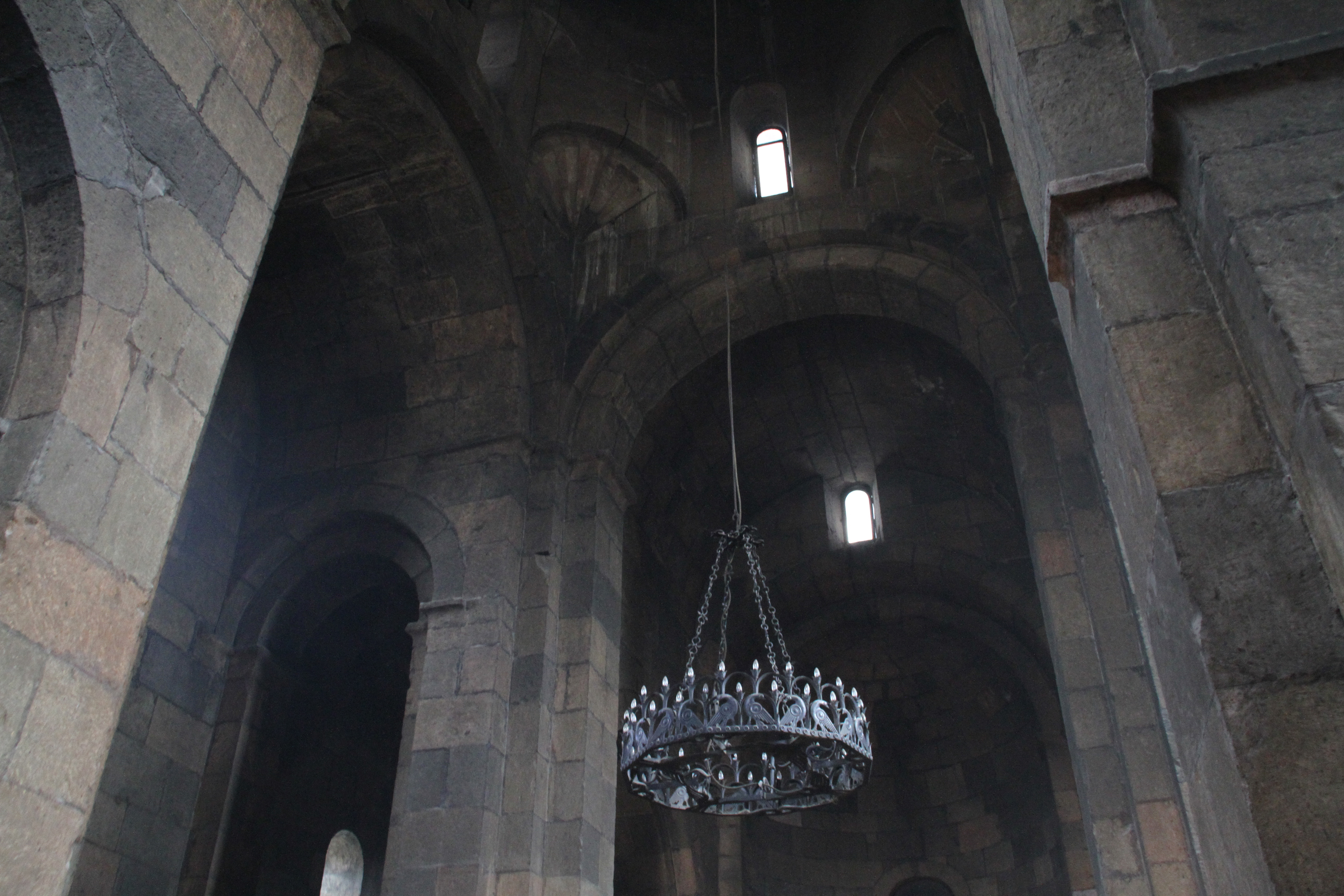
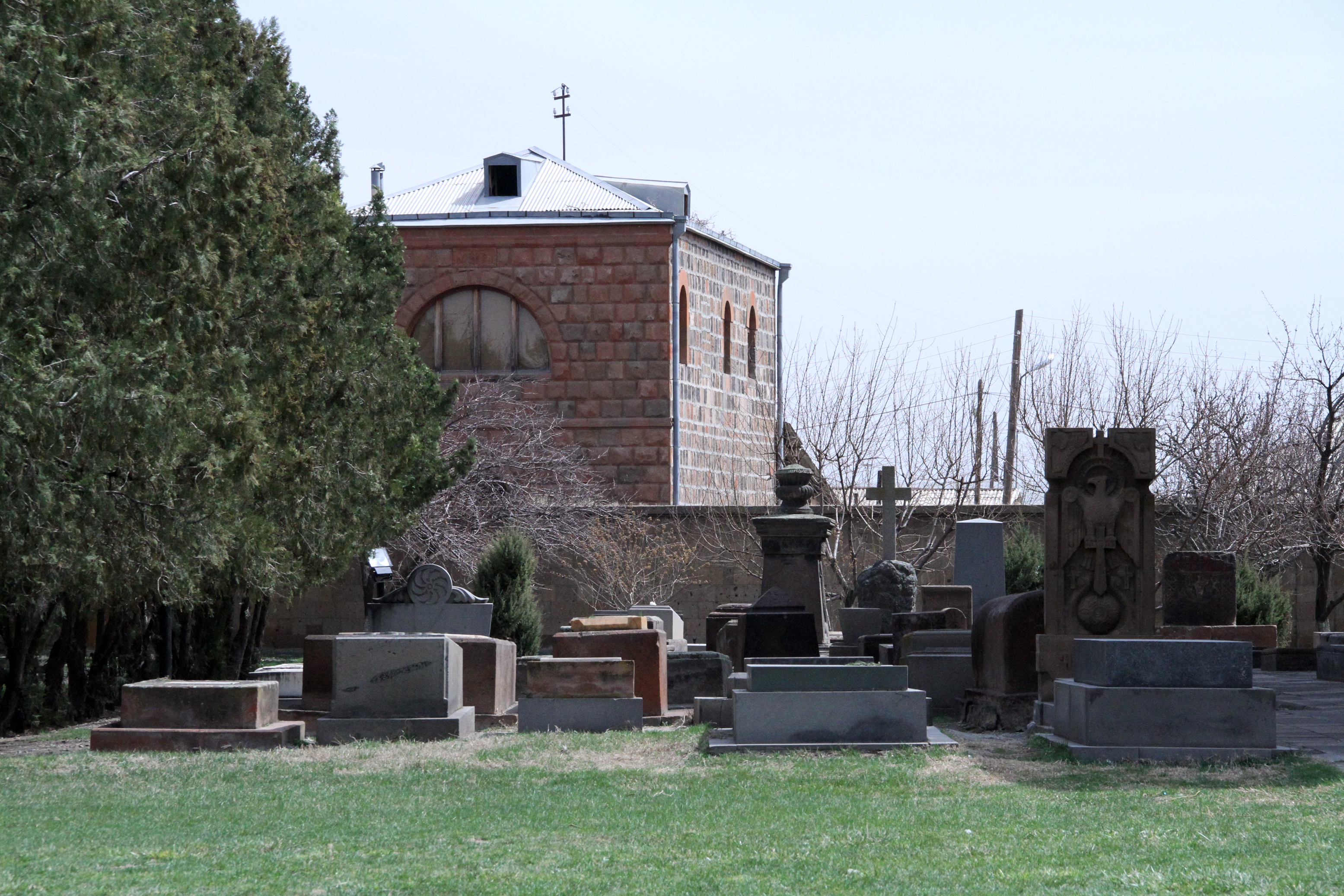